# 小机競技場
小机競技場（こづくえ きょうぎじょう）は、神奈川県横浜市港北区小机町の新横浜公園内にある陸上競技場。球技場としても使用される。隣接する横浜国際総合競技場（日産スタジアム）の補助競技場であり、同競技場などと共に命名権（ネーミングライツ）売却により、呼称を日産フィールド小机（にっさんフィールドこづくえ）としている。現在は横浜F・マリノス（Jリーグ）が練習場として利用している。

## 歴史
1998年メインスタジアムと同時に完成し、日本陸上競技連盟の第3種公認を取得。400m×8レーンのトラックを設置、陸上競技の主要競技会の練習トラックとして使用されているほか、地域の陸上競技、サッカーの競技会に対応されている。またメインスタンド（500人収容）は、レストハウスを併設しており、ロッカールームや大会運営室などが整備されている。
2005年3月にメインスタジアムとともに命名権の対象（日産自動車と5年間の契約）となったことから愛称を日産フィールド小机に変更した。但し使用会場の命名権の使用が禁止（クリーンスタジアム規定）されているFIFA（国際サッカー連盟）主催サッカー国際試合がメインスタジアムにて開催される場合は、メインスタジアム共々正式名称に戻される。
マリノスタウンから撤退した横浜F・マリノスが練習場の一つとして2016年から利用していた。

## 最寄り駅
- 小机駅
- 新横浜駅
- 北新横浜駅